# Prága Felszabadításáért emlékérem
A Prága Felszabadításáért emlékérem (oroszul: Медаль «За освобождение Праги», transzliteráció:Medal Za oszvobozsdényie Pragi) második világháborús szovjet katonai kitüntetés, melyet 1945. június 9-én alapítottak.

## Az elismerésről
A kitüntetés annak a küzdelemnek állít emléket, amelyet Prága második világháborús ostrománál 1945. május 3.–1945. május 9. között a szovjet és szövetséges erőik kifejtettek a város felszabadítása érdekében. Hasonlóan a Szovjetunió által adományozott kitüntetések nagy részéhez, már nem adományozható. 1962-ig összesen 395 000 fő részesült ebben a kitüntetésben, amely a gyűjtők körében nagy becsben tartott népszerű darab és kereskednek is vele. Az érem tervezői А. Kuznyecov és I. Szkorzsinszkaja voltak.

## Kinézete
Az érme sárgarézből készült alakja szabályos kör, melynek átmérője 32 mm. Az elülső oldalán az érem felső részén körfelirat «ЗА ОСВОБОЖДЕНИЕ» (felszabadításáért) és középen «ПРАГИ» (Prága) felirat látható. A kör alsó részében felkelő nap, melynek alsó részét két babérág határolja. A babérágak találkozásában ötágú csillag. A hátoldalon dátum 9 мая 1945 (1945. május 9.) és alatta magában álló ötágú csillag található. Az érme minden felirata és képe domború. Az éremhez tartozó szalagsáv lila, melyben középen fut egy sötétkék sáv. A szalag szélessége 24 milliméter és benne a sötétkék sáv szélessége 8 milliméter.

## Fordítás
- Ez a szócikk részben vagy egészben  a(z)   Медаль «За освобождение Праги» című orosz Wikipédia-szócikk ezen változatának fordításán alapul.  Az eredeti cikk szerkesztőit annak laptörténete sorolja fel. Ez a jelzés csupán a megfogalmazás eredetét és a szerzői jogokat jelzi, nem szolgál a cikkben szereplő információk forrásmegjelöléseként.